# Webpack
Webpack — це пакувальник, з відкритим кодом, статичних модулів для сучасних додатків JavaScript. Він створений переважно для JavaScript, але може трансформувати зовнішні ресурси, такі як HTML, CSS та зображення, якщо підключити відповідні завантажувачі. Webpack приймає модулі із залежностями та генерує статичні файли, що представляють ці модулі.
Webpack приймає залежності та генерує граф залежностей, що дозволяє веброзробникам використовувати модульний підхід для своїх цілей розробки вебдодатків. Його можна використовувати з командного рядка або налаштувати за допомогою конфігураційного файлу, який називається webpack.config.js [Архівовано 11 листопада 2020 у Wayback Machine.]. Цей файл використовується для визначення правил, плагінів тощо для проекту. (webpack дуже розширюваний за допомогою правил, які дозволяють розробникам писати власні завдання, які вони хочуть виконувати, поєднуючи файли.)
Для використання webpack необхідний Node.js.
Webpack надає код на вимогу, використовуючи розбиття коду. Технічний комітет ECMAScript працює над стандартизацією функції, яка завантажує додатковий код.

## webpack dev server
Webpack також пропонує вбудований сервер розробки, який називається webpack dev server, який може використовуватися як HTTP-сервер для обслуговування файлів під час розробки. Він також надає можливість використовувати гарячу заміну модуля.

## Дивитися також
- Browserify[10]
- Grunt (програмне забезпечення)
- Gulp.js